# Ooibos

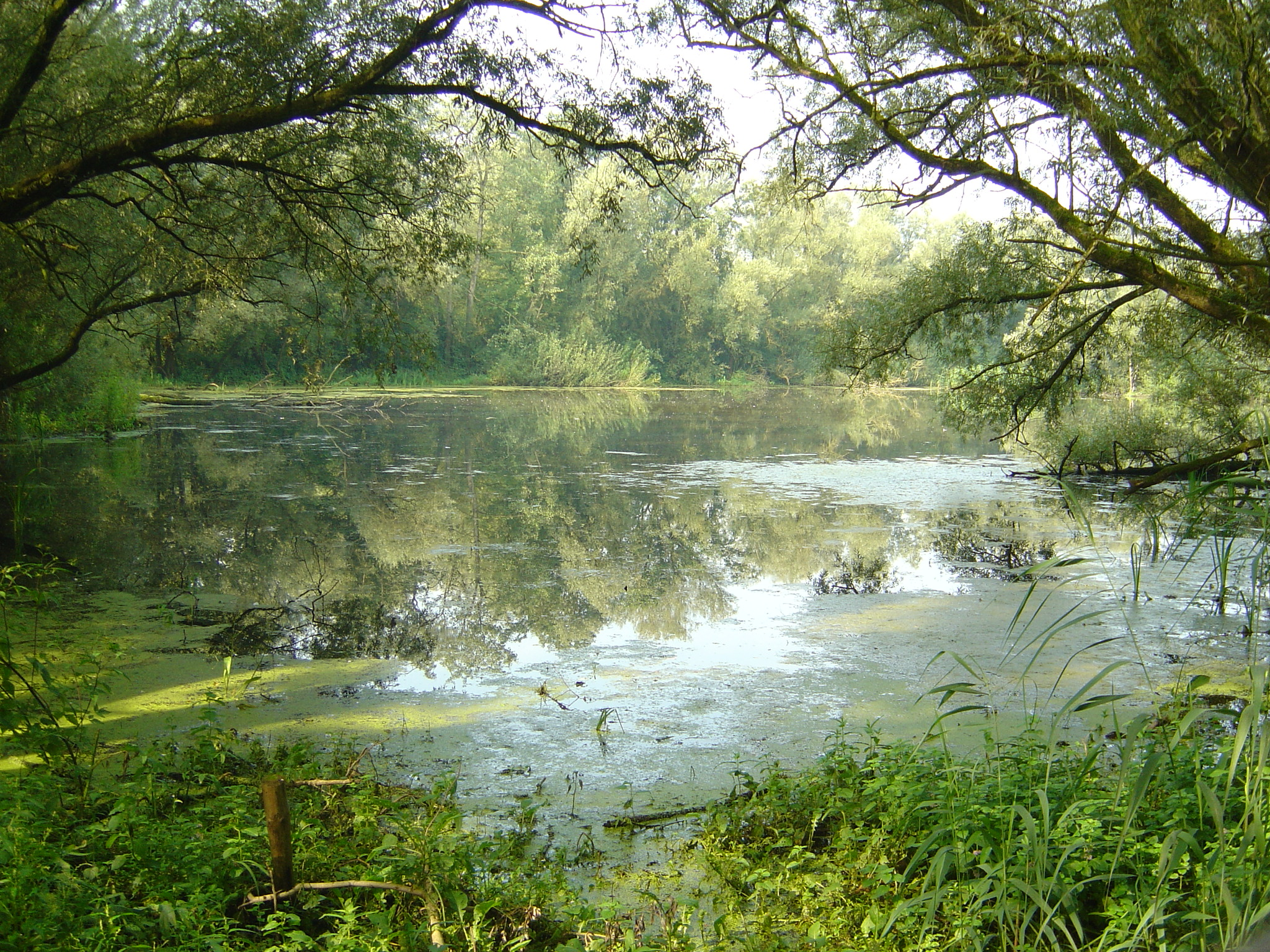
Ooibos in de Duursche Waarden aan de IJssel bij Olst

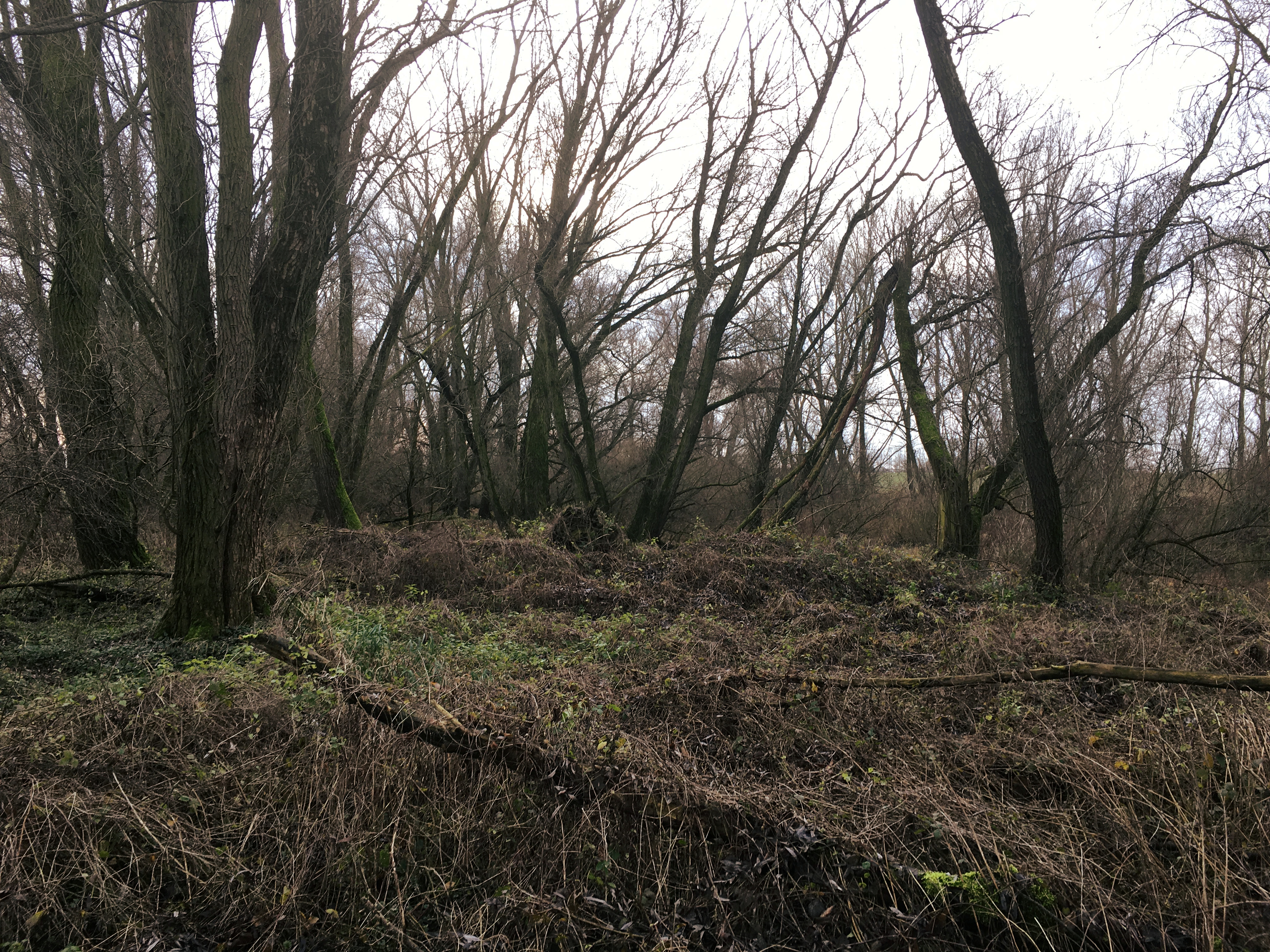
Winteraspect van een zachthoutooibos, in de Gelderse Poort bij Angeren

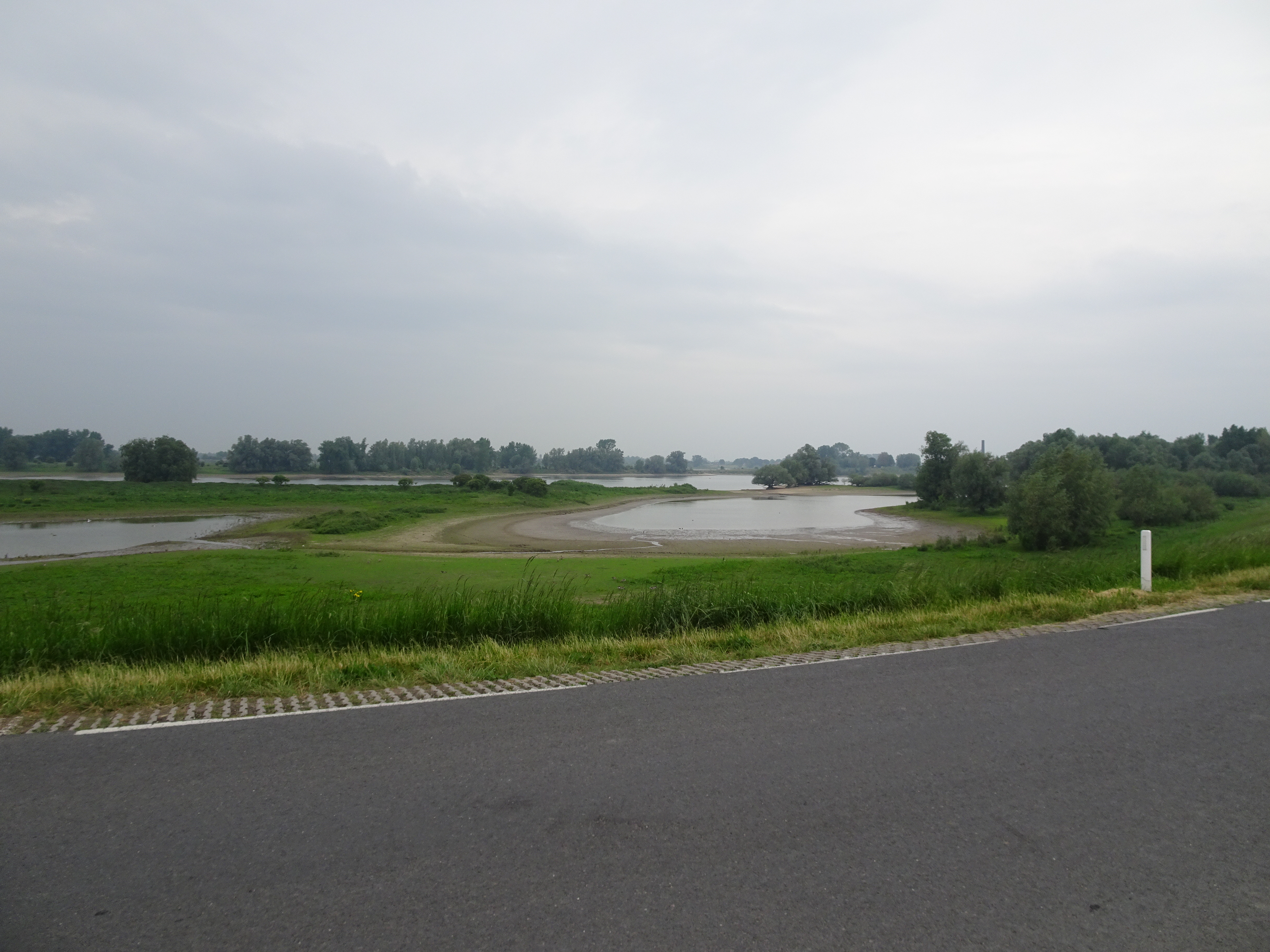
Kaliwaal aan de Waal

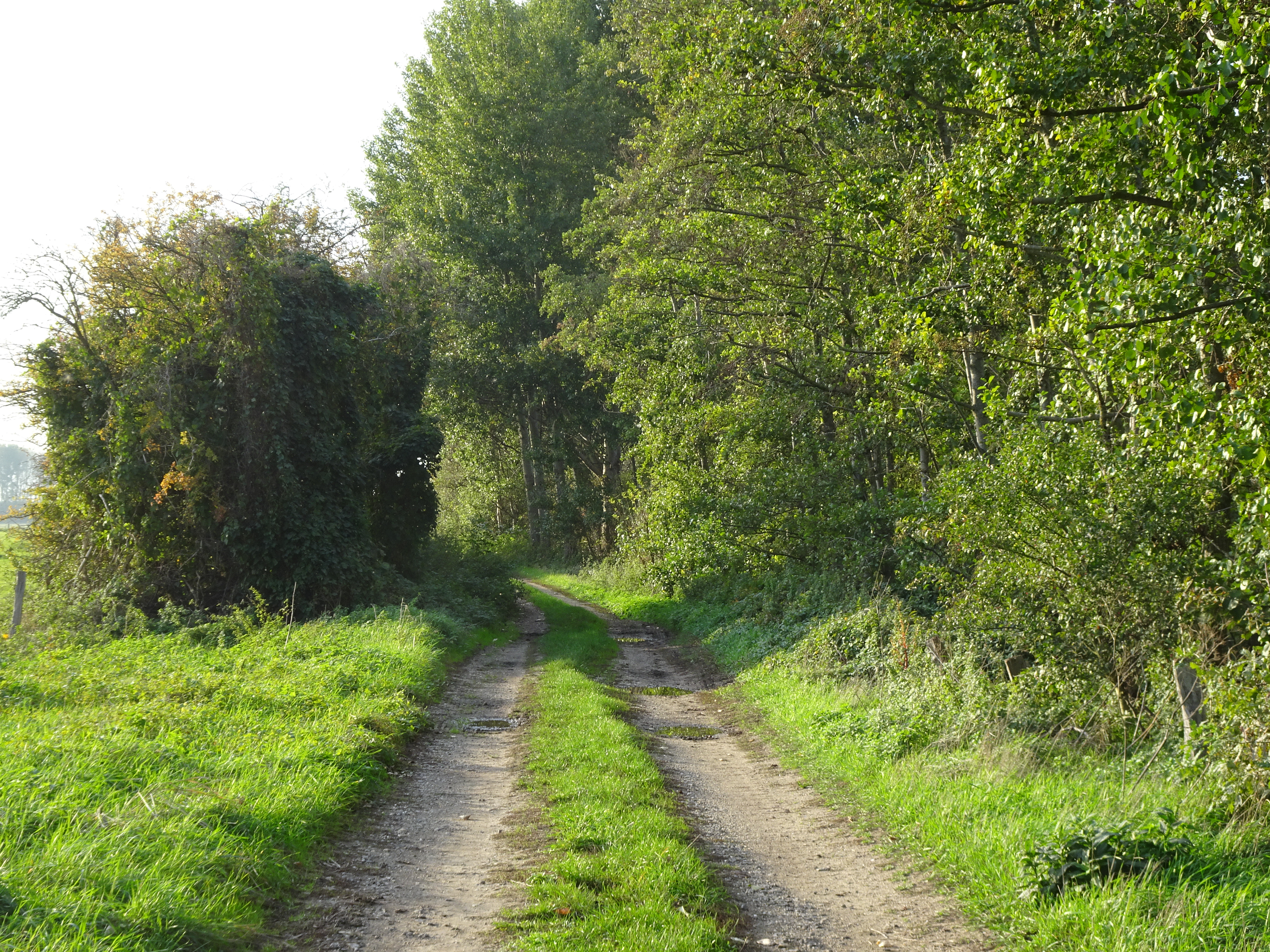
Ooijbos in natuurgebied Salmorth

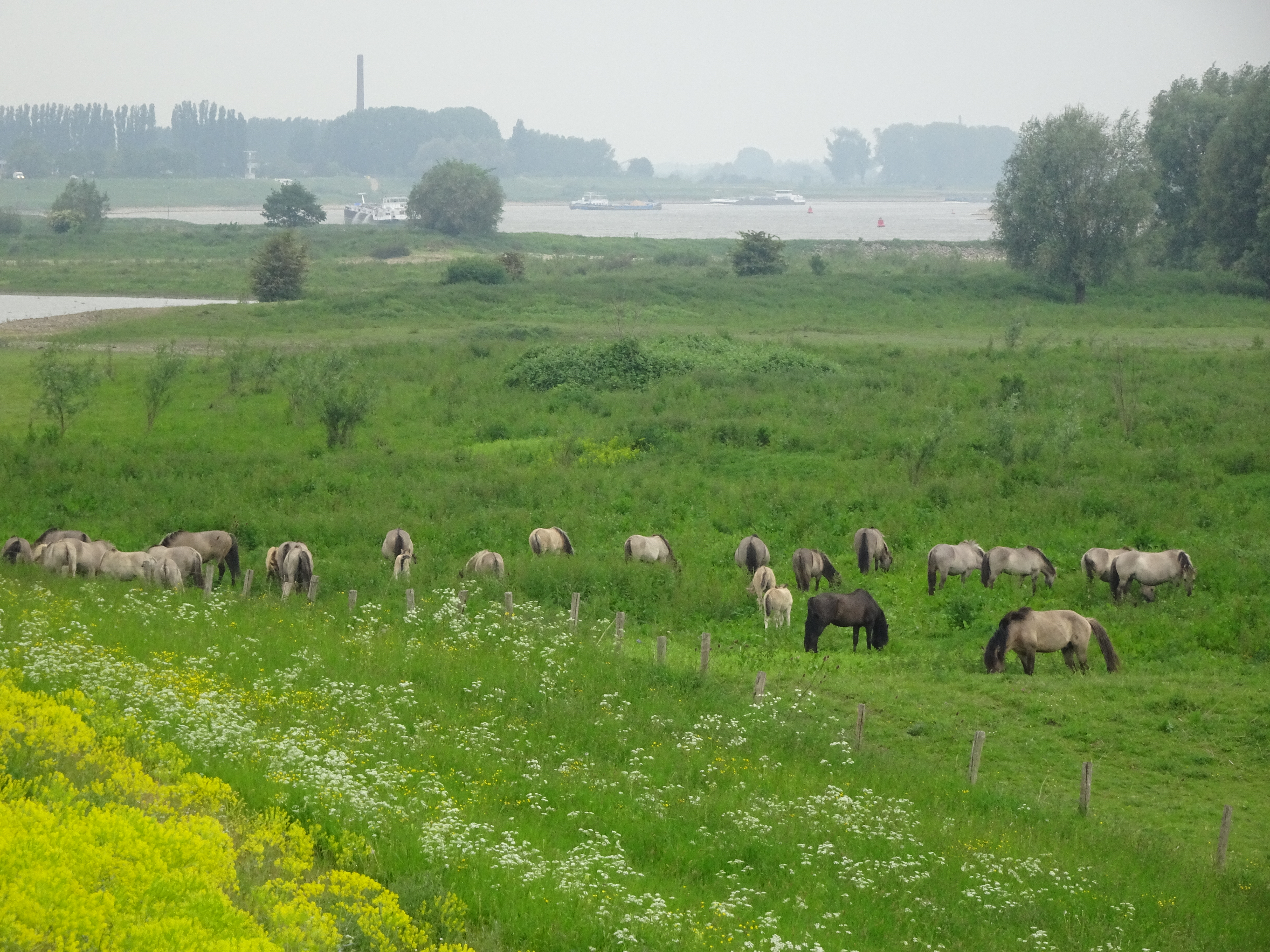
Begrazing door konikpaarden in de Erlecomse Waard langs de Waal

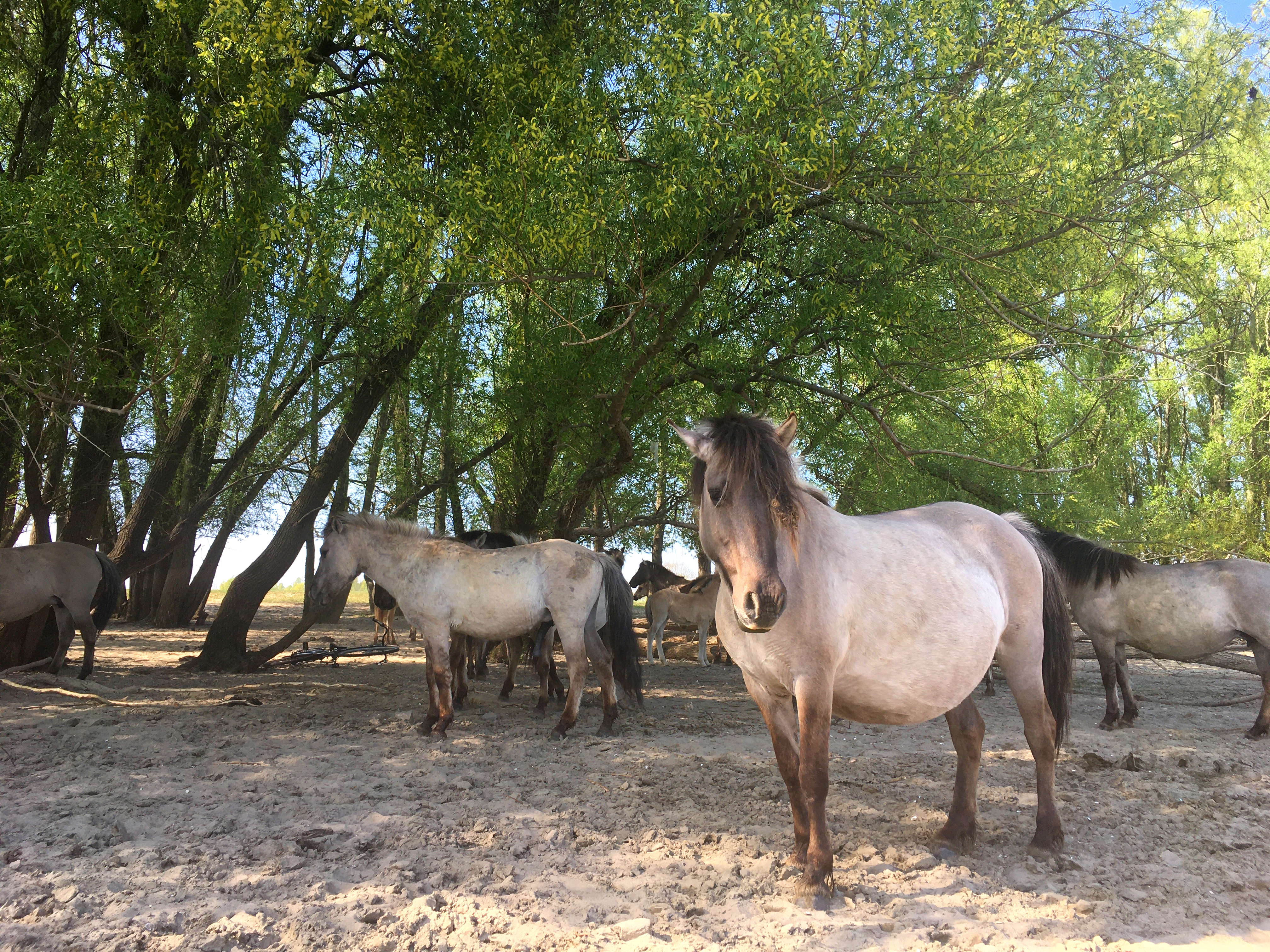
Koniks in wilgenvloedbos in de Bemmelse Waard

Ooibos is een op natuurlijke wijze ontstaan bos langs rivieren. Ooi is een oud woord voor nat terrein nabij een rivier (cf. Duits: Au en Auwald). De aanwezigheid van dit biotoop is een belangrijke voorwaarde voor een natuurlijk riviersysteem. Waar rivieren bedijkt zijn en uiterwaarden het beeld bepalen zijn de bossen in de afgelopen eeuwen vrijwel overal omgevormd tot weidegrond en hooilanden.

## Zachthout en hardhout
Schietwilg en kraakwilg domineren het zachthoutooibos, ze zijn vaak aangeplant. Daarnaast kunnen lagere bosschages ontstaan met amandelwilg, bittere wilg en katwilg. Langs Rijn en Waal komt ook de zwarte populier voor en langs de Maas de zwarte els. Al deze soorten kunnen overleven op oevers die tijdens het groeiseizoen geregeld overstroomd worden. Langs sommige rivieren staan ze zo'n 150 dagen per jaar in het water. Met name wilgen zaaien gemakkelijk uit, terwijl ook vegetatieve vermeerdering door middel van worteluitlopers en afgebroken takken een belangrijke manier van voortplanting is. In een zich ontwikkelend ooibos staan laag op de oever de kiemplanten dicht bijeen, daarachter bevindt zich tot zo'n vier meter hoog opgaand struweel van wilgen en populieren. Nog weer wat hoger op de oever staat door grote grazers uitgedund bos dat uitgroeit tot een volwassen ooibos.
Naast wilgen was de zwarte populier langs de rivieren ooit veelvuldig aanwezig. In het jaar 2000 telde men van deze rivierpopulier in Nederland nog maar enkele vitale populaties met elk zo'n veertig bomen. De zwarte populier kan ook op wat drogere grond aarden en vormt zo een overgangszone naar hardhoutooibos waarin bomen als eik, iep, en es voorkomen. Deze soorten zijn veel gevoeliger voor overstroming en kunnen niet veel meer dan 20 dagen per jaar in het water staan. De langs de rivieren van de Lage Landen zeldzame hardhoutooibossen zijn, indien ze zich hebben kunnen ontwikkelen met een gevarieerde ondergroei, vooral voor vogels van veel waarde.
Waar in een rivierengebied sprake is van getijdewerking kunnen wilgenvloedbossen ontstaan. Ze zijn bijvoorbeeld aanwezig langs de kreken in de Biesbosch waar grote wilgenbossen zijn gecultiveerd voor de griendcultuur.

## Plantengemeenschappen
Zachthoutooibossen vormen een verbond van plantengemeenschappen, het verbond van wilgenvloedbossen en -struwelen (Salicion albae). Dit verbond telt in Nederland en Vlaanderen drie associaties, met elk nog een aantal subassociaties.
- Verbond: Verbond van wilgenvloedbossen en -struwelen (Salicion albae)
  - Associatie: Bijvoet-ooibos (Artemisio-Salicetum albae)
    - Subassociatie: Artemisio-Salicetum albae populetosum nigrae
    - Subassociatie: Artemisio-Salicetum albae agrostietosum stoloniferae

  - Associatie: Lissen-ooibos (Irido-Salicetum albae)
    - Subassociatie: Irido-Salicetum albae menthetosum
    - Subassociatie: Irido-Salicetum albae alopecuretosum pratensis

  - Associatie: Veldkers-ooibos (Cardamino amarae-Salicetum albae)
    - Subassociatie: Cardamino amarae-Salicetum albae alismatetosum
    - Subassociatie: Cardamino amarae-Salicetum albae anthriscetosum
    - Subassociatie: Cardamino amarae-Salicetum albae urticetosum
    - Subassociatie: Cardamino amarae-Salicetum albae inops

Hardhoutooibossen behoren tot de associatie van het abelen-iepenbos (Violo odoratae-Ulmetum), dat drie subassociaties omvat.
- Associatie: Abelen-iepenbos (Violo odoratae-Ulmetum)
  - Subassociatie: Violo odoratae-Ulmetum allietosum
  - Subassociatie: Violo odoratae-Ulmetum inops
  - Subassociatie: Violo odoratae-Ulmetum scilletosum

## Beheer
Biologen stelden in 1985 met het Plan Ooievaar voor de uiterwaarden aan de natuur terug te geven. Omdat zachthoutooibos zich snel kan ontwikkelen wordt dit op een toenemend aantal plaatsen werkelijkheid. Langs de grote rivieren werden in het jaar 2000 64 locaties van ooibos onderscheiden, 17 daarvan stonden onder invloed van de getijden. Bij het realiseren van een ecologische hoofdstructuur van Nederland zijn rivierbegeleidende bossen van grote betekenis.
De uiterwaarden worden vaak door kuddes vrij levend winterhard vee van rassen als konik (paarden) en galloway (runderen) begraasd, wat de dynamiek van het milieu ten goede komt. Door het aanpassen van de intensiteit van de begrazing kan de ontwikkeling en de dichtheid van het bos worden gestuurd. Door het intensieve landbouwbeheer in het verleden is er bijna geen hardhoutooibos meer aanwezig. Voorwaarden scheppen voor de ontwikkeling van hardhoutooibos is dan ook een belangrijk doel in natuurontwikkelingsplannen voor de uiterwaarden.
Zo zal tussen 2014 en 2016, in het kader van natuurherstel en waterberging, de Hemelrijkse Waard die tussen de dorpen Oijen en Lithoijen in de uiterwaarden van een voormalige Maasmeander is gelegen, omgevormd worden tot natuurgebied, waarvan ongeveer 55 ha ooibos deel uit gaat maken.

## Veiligheid
Bebossing en andere begroeiing heeft een remmende werking op de waterafvoer van een rivier. Dat gaat met name op voor de periodes van hoogwater. De sterk vergrote watertoevoer dient juist dan met zo weinig mogelijk belemmeringen naar zee af kunnen te vloeien. Daarom is bepaald dat niet meer dan 10% van de uiterwaarden aan de Rijntakken met bos bedekt mag zijn. Het percentage kan per locatie echter sterk verschillen, op bepaalde plaatsen zal niet meer dan 5% bos toegestaan worden terwijl dat op andere, niet kritische plaatsen wel 30% kan zijn. Het is Rijkswaterstaat die hierover het laatste woord heeft. Natuurbeheerders zullen samen met de rivierbeheerders nauwkeurig bepalen waar ooibos zich kan ontwikkelen en het beheer daarop afstemmen. Voorkomen dient te worden dat er alleen snippers bos worden getolereerd, omdat zich daar geen duurzame populaties van planten en dieren kunnen ontwikkelen. Beheer met grote grazers kan ervoor zorgen dat er open bossen ontstaan die bij hoogwater niet voor ongewenste opstuwing zorgen. Uiterwaardverlaging, het graven van nevengeulen en de ontwikkeling van ooibos dicht tegen de winterdijk op plaatsen waar ook bij hoogwater de stroomsnelheid beperkt is, zijn mogelijkheden om de waterveiligheid te waarborgen.
Omdat er door veranderde beheermaatregelen weer zand wordt afgezet aan de oevers van de Rijn, komen hier en daar ook nieuwe rivierduintjes tot ontwikkeling. Als de fysieke omstandigheden voor planten en dieren hersteld worden kan een veelzijdig en stabiel rivierecosysteem terugkeren. Dieren die profiteren van nieuwe natuur in de uiterwaarden zijn onder andere de bever, de aalscholver en de ooievaar.